# Louis Marin (homme politique)
Pour les articles homonymes, voir Louis Marin et Marin.
Louis Marin, né le 7 février 1871 à Faulx (Meurthe) et mort le 23 mai 1960 à Paris (Seine), est un homme politique français. Membre de la Fédération républicaine, il préside de 1925 aux lendemains de la Seconde Guerre mondiale ce parti de la droite conservatrice française. Député de Meurthe-et-Moselle entre 1905 et 1951, très patriote, il est plusieurs fois ministre sous la Troisième République, dans neuf gouvernements, entre 1924 et 1936.
Il est membre voire président de multiples associations, parmi lesquelles plusieurs sociétés savantes, et il s'est intéressé notamment à l'ethnographie et à l'anthropologie, donnant des conférences et écrivant de nombreux articles savants.

## Biographie

### Jeunesse et études
Louis Marin est le fils d'un notaire homonyme, issu d'une vieille famille de souche lorraine, originaire des Vosges. Sa mère, Jeanne Augustine Vigneron, étant morte quinze jours après sa naissance, Louis Marin est élevé par ses tantes à Bruyères jusqu'à l'âge de 5 ans. 
Il est élève au collège catholique de La Malgrange à Nancy de 1881 à 1887 puis au lycée Saint-Sigisbert à Nancy, de 1887 à 1890. Il obtient une licence de lettres et une Licence de droit à l'Université de Nancy en 1892. Il étudie ensuite à Paris jusqu'en 1894, à la faculté de droit et à l'École libre des sciences politiques. Il suit aussi des cours à l'École pratique des hautes études, à l'École du Louvre, au Muséum national d'histoire naturelle et à l'École d'anthropologie et voyage en Europe et en Asie.
Le 19 mars 1954, à Paris (5e), il épouse Fernande Hartmann, diplômée ès lettres de l’université de Paris et qui était auparavant sa secrétaire particulière.

### Parcours professionnel
Il est avocat de 1892 à 1910.

## Parcours politique

### Débuts et ascension
Louis Marin manifeste dans sa jeunesse aux côtés du général Boulanger. Il appartient à la génération qui a fait son apprentissage politique lors de l'affaire Dreyfus notamment. Il adhère en 1903 à la Fédération républicaine, qui regroupe alors les « républicains progressistes » hostiles aux gouvernements du Bloc des gauches. À 34 ans, il devient député de Meurthe-et-Moselle le 8 octobre 1905 lors d'une élection partielle, qu’il remporte avec 58 % des suffrages exprimés ; il occupe ce mandat de parlementaire jusqu'en 1951. Il est le député de la première circonscription de Nancy et celle-ci va apparaître comme un « fief imprenable ». Son mentor est alors Léon Goulette, le directeur de L'Est républicain, qui orientait à cette époque le quotidien vers la droite et avec lequel Marin rompt en 1909-1910. Marin est réélu en 1906. Il est à la tête de la Fédération des républicains progressistes de Nancy, qui regroupent des républicains modérés, ainsi que de la Fédération régionaliste française, qui milite pour la décentralisation.
La droite en Meurthe-et-Moselle est avant 1914 dominée par des notables catholiques et patriotes de l'Action libérale populaire - notamment les députés de Nancy Ferri de Ludre et Émile Driant. Marin est en contact avec les réseaux de l'Action Libérale Populaire (ALP), surtout lors des campagnes électorales, mais il s'en tient éloigné car il ne partage pas leur « cléricalisme ».
Au lendemain de la guerre, l'ALP est éliminée du jeu politique, ce qui profite à la Fédération républicaine et à l'Alliance démocratique. Louis Marin devient le principal leader de la droite « républicaine nationale » en Meurthe-et-Moselle ; il a consolidé son influence grâce à un vaste réseau d'amis et de compagnons de lutte politique. En 1919, il se fait élire sur la liste que mène Albert Lebrun, en application de l'union sacrée, la liste d'entente républicaine et de défense nationale, comprenant des « républicains de gauche », modérés de centre-droit (Albert Lebrun, vice-président du Sénat, membre de l'Alliance démocratique, Charles Fringant et Georges Mazerand), et des républicains nationaux de droite comme lui ou comme François de Wendel, Édouard de Warren, son ami, ou encore Désiré Ferry, qui a été son secrétaire. En 1924, il mène la liste d'union républicaine et nationale. Il a été réélu en 1928 au premier tour, au scrutin d'arrondissement, avec 62,2 % des suffrages exprimés. De même, il est réélu en 1932 et en 1936 au premier tour (51,9 % des suffrages exprimés en 1932, 52,7 % en 1936).
En outre, Marin a consolidé sa position en devenant conseiller général du canton rural de Nomeny à partir de 1910.
En Meurthe-et-Moselle, si l'on excepte l'alliance de 1919 de l'union sacrée, il s'oppose à Albert Lebrun pendant de longues années, cherchant en vain à lui ravir le poste de président du conseil général que ce dernier occupe de 1906 à 1932, date à laquelle il est élu président de la République. Après un président de transition (Albert Tourtel), c'est Marin qui est élu en 1934 à la tête de l'assemblée départementale, car les républicains URD disposent désormais de la majorité absolue. François de Wendel, le doyen de l'assemblée, s'est effacé au profit de Marin, celui-ci étant alors ministre. Il préside le conseil général de Meurthe-et-Moselle jusqu'en 1940 puis de 1945 à 1951.
À partir de 1911, il tente à plusieurs reprises d'acheter un journal à Nancy, avec l'aide de François de Wendel. Les projets de rachat du quotidien nancéien L'Impartial de l'Est n'aboutissent qu'en 1921. Mais ce journal s'avère être un gouffre financier et sa diffusion reste modeste. Il prend le contrôle politique du quotidien nancéien L'Éclair de l'Est en 1925.
Il n'a donc jamais été le seul « patron » politique du département, devant partager le pouvoir avec Albert Lebrun. Il doit tenir compte aussi des positions de l'un de ses principaux alliés, François de Wendel, qui domine le « Pays haut » en Meurthe-et-Moselle (le nord du département, où sont installées une partie de ses usines et de ses mines de fer) et bénéficie de la puissance que lui confère son pouvoir économique et son argent (il est régent de la Banque de France depuis 1912 et il préside le Comité des forges). Ainsi, la société La Presse de l'Est qui publie à Nancy L'Éclair de l'Est n'a pu être reprise en 1925 qu'avec l'argent de François de Wendel, qui a négocié l'accord avec son administrateur-délégué Jules Dassonville, dirigeant du groupe de La Presse régionale.

### Engagement conservateur et hostilité à la gauche
Le patriotisme est primordial pour Louis Marin. Il rappelle ainsi les raisons de son engagement en politique : « Je suis venu à la politique par la préoccupation de l'Alsace-Lorraine et le souci de la frontière ». Il préconise la fortification du Grand Couronné, afin d'assurer la défense de Nancy. En revanche, il n'attise pas le souhait d'une revanche à l'égard de l'Allemagne.
Parlementaire, il s'est engagé volontairement en septembre 1914 comme soldat de 2e classe au 26e bataillon de chasseurs à pied. Il est mis en congé en mai 1915 avec le grade de sergent comme membre du Parlement. Il est ensuite sous-lieutenant de réserve.
Avec François de Wendel et surtout Édouard de Warren, Louis Marin a une attitude intransigeante à l'égard de l'Allemagne dans l'entre-deux-guerres ; elle s'explique par une crainte du réarmement de l'Allemagne et par sa volonté d'assurer les frontières de la France (la Lorraine est « une terre d'invasion ») par une armée puissante et une politique ne cédant rien sur les traités. En 1919, lors de la discussion sur le traité de Versailles, il réclame au nom de la droite nationale encore davantage de réparations et de garanties de sécurité de la part de l'Allemagne, et il fait partie des 53 députés qui rejettent l'adoption du traité, étant le seul à droite avec Henri Franklin Bouillon. Il est favorable à l'occupation de la Ruhr en 1923 et s'oppose aux accords de Locarno en 1925. Il vote contre l'évacuation anticipée de Mayence, le moratoire Hoover sur les dettes de guerre et l'adoption du Plan Young en 1929. Il est hostile à la politique étrangère d'Aristide Briand. En 1938, alors que presque tous les députés de droite votent pour la ratification des accords de Munich, Louis Marin s'abstient.
Ses positions très hostiles à l'Allemagne et à la politique de paix d'Aristide Briand dans les années 1920 et 1930 lui ont aliéné une partie des cadres de la Fédération républicaine, notamment Georges Pernot.
Louis Marin a toujours dénoncé, dès ses premières professions de foi, la franc-maçonnerie. Il écrit dans La Nation en décembre 1933 que la franc-maçonnerie est l'une « des pieuvres qui épuisent (la France) et veulent l'épuiser jusqu'à la mort ». Il vitupère « les internationales et les Loges » en janvier 1934 dans les colonnes de L'Éclair de l'Est. Il accuse la « secte maçonnique » de « pourrir le pays » et d'être « la grande responsable des scandales qui soulèvent le dégoût » dans une réunion catholique le 4 février 1934 à Nancy. D'après un historien, il aurait aussi participé à l'agitation xénophobe des années 1930 . Il est vrai que c’était le cas de certains de ses lieutenants, comme Xavier Vallat ou Amidieu du Clos, qu’il ne désavoua pas. Mais, en réalité, ses discours et les éditoriaux qu'il signe dans La Nation montrent systématiquement un rejet du racisme allemand et de la xénophobie, notions étrangères à l'ethnologue qu'il était.
Il est très hostile à la gauche et au Front commun, qui devient le Front populaire. En 1932, sa profession de foi est résolument manichéenne et elle s'oppose au Cartel et au « socialisme international et révolutionnaire dont le communisme n'est que l'expression la plus franche et qui depuis longtemps a dominé, entraîné vers la démagogie les radicaux-socialistes ». En avril 1936, il appelle ses électeurs à voter contre le « front moscoutaire et maçonnique, si faussement appelé populaire ». À la Chambre, il est à la tête des députés les plus intransigeants et les plus hostiles aux gouvernements de gauche. Cette haine du communisme l'amène à refuser, un temps, l'alliance avec l'URSS, mais il ne fait pas partie pour autant des politiques et des intellectuels gagnés par le pacifisme et le fascisme.
Marqué par le catholicisme social, Louis Marin, bien qu'ami avec François de Wendel, est enfin méfiant à l'égard des milieux d'affaires et des financiers et très hostile à la spéculation, qui implique à l'en croire la recherche d'une position dominante et d'une influence occulte. Il tonne ainsi contre « la spéculation ploutocratique toujours favorable aux gouvernements de désordre qui rendent plus faciles ses vols, la Finance internationale, ses coups de bourse et ses razzias ». En 1934, il dénonce le « redoutable anonymat des féodalités financières, surtout internationales ». Dans sa profession de foi de 1936, il vitupère « les voleurs et leurs protecteurs politiques, les ploutocrates et les spéculateurs ».
Catholique, il défend les libertés scolaires et religieuses de l'Église catholique. Il appartient à plusieurs associations catholiques : conférence Saint Vincent de Paul, société de reconstruction des églises du diocèse de Nancy, Fraternité Saint-Fiacre. Dans l'entre-deux-guerres, il refuse toute alliance avec le nouveau Parti démocrate populaire et soutient Édouard de Warren, menacé dans sa circonscription par le PDP. Louis Marin s'appuie sur des institutions catholiques anciennes à Nancy, notamment les Fraternités, fondées à la fin des années 1890. Louis Marin est un fidèle des Fraternités Saint-Sébastien et Saint-Fiacre. Il s'appuie aussi, à partir de 1925, sur le quotidien L'Eclair de l'Est, qui participe au combat mené par la Fédération nationale catholique et qui utilise les comités paroissiaux de l'Union catholique pour sa diffusion. Mais il se veut indépendant du clergé et des évêques de Nancy, Mgr Turinaz, Mgr de La Celle, Mgr Hurault en 1930, Mgr Fleury puis Mgr Lallier. Dans La Nation, l'organe de la Fédération républicaine, il tonne en 1931 contre « ceux qui essaient d'altérer le fonds traditionnel national de nos catholiques » : les catholiques tentés par la politique pacifiste d'Aristide Briand.

### Président de la Fédération républicaine

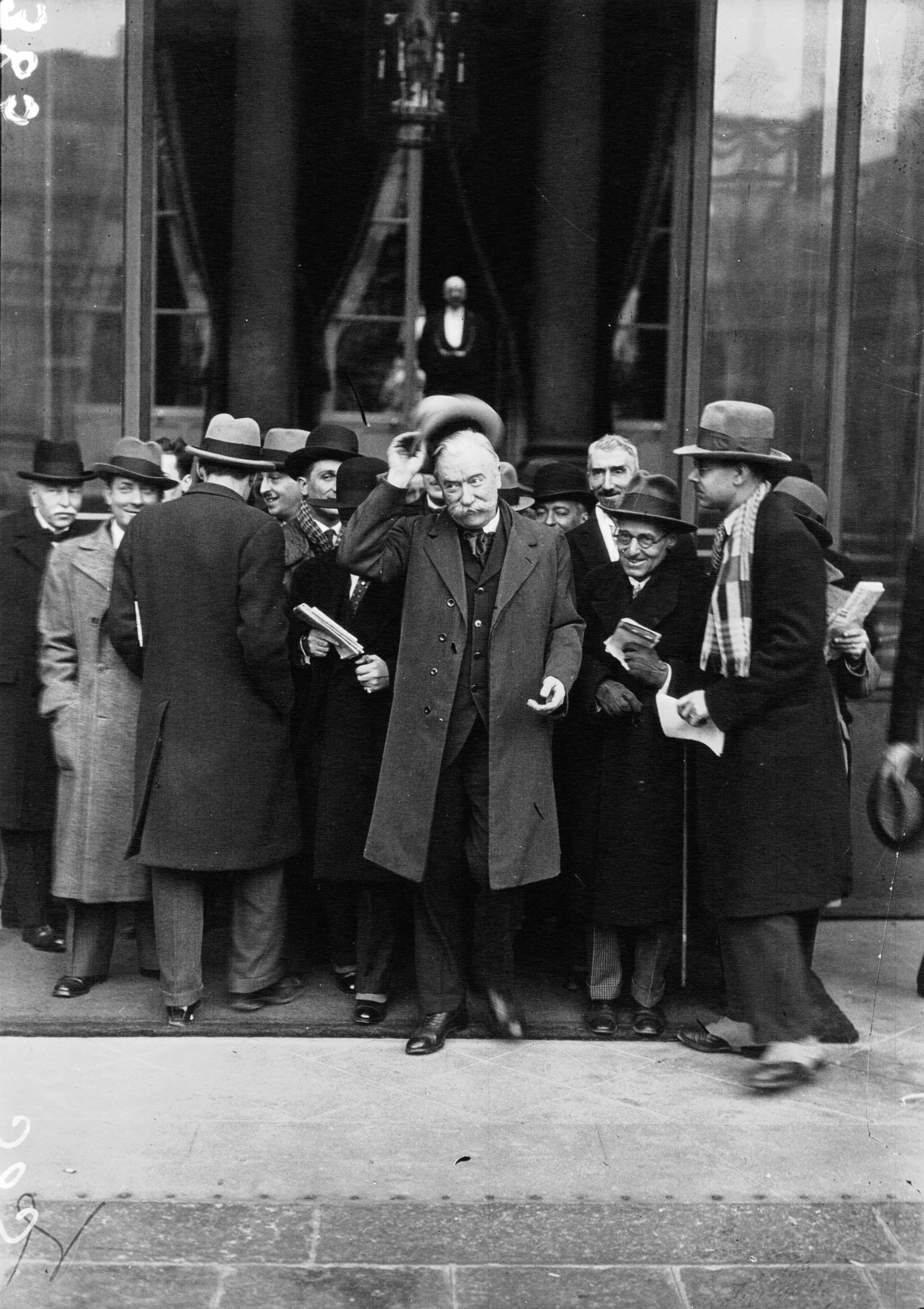
Louis Marin (au premier plan, au centre) en 1932.

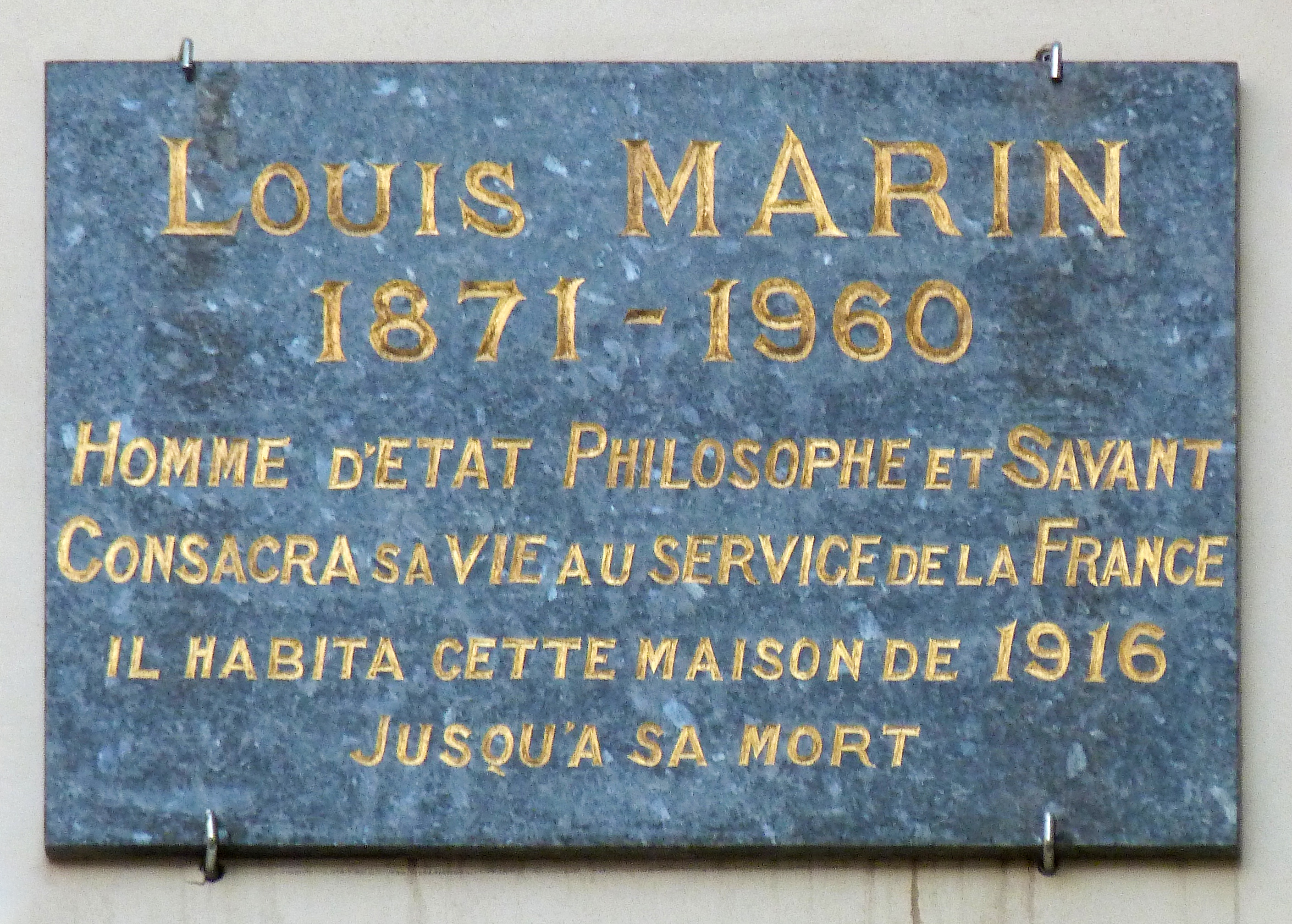
Louis Marin habita de 1916 à sa mort au no 95 du boulevard Saint-Michel, Paris.

Louis Marin, président du groupe parlementaire de l'Union républicaine et démocratique (URD) depuis 1924 et vice-président de la Fédération républicaine, accède en juin 1925 à la présidence de ce parti après le retrait de son président Auguste Isaac, dans le contexte du Cartel des gauches,. Le choix de porter Louis Marin à la tête de ce parti qui à l'origine se situe au centre-droit implique un raidissement de ses positions en politique intérieure et en politique extérieure. La Fédération républicaine représente alors la mouvance de la droite parlementaire conservatrice. Il a également impliqué la définition de nouveaux modes de propagande dans la mesure où Marin s'est laissé convaincre d'envisager le parti comme un parti de masse. À partir de l'hiver 1925, il fait preuve de volontarisme et montre les ambitions nouvelles qu'il nourrit pour son parti. Avec le nouveau secrétaire général Jean Guiter, de l'été 1925 à 1927, il visite plus de 180 villes dans 53 départements, permettant ainsi une renaissance du parti en province. Les fédérations départementales sont restructurées, un groupe de jeunes est fondé et un bulletin hebdomadaire est lancé, La Nation, dirigé par Georges Ducrocq qui avait fait plusieurs voyages ethnographiques en Asie avec Louis Marin avant la guerre. L'objectif est de faire de la Fédération républicaine un puissant parti nationaliste conservateur.
Malgré quelques réussites, comme dans le Rhône, elle reste une structure informelle (peu d'adhérents, peu de militants, des comités locaux surtout actifs lors des élections), dominée par les parlementaires.

#### Divisions internes et opposition intransigeante au Front populaire
À l'échelle nationale, le parti est partagé entre deux courants, celui ouvert sur la politique extérieure de Briand, conduit par Georges Pernot, et celui qui est plus nationaliste, dirigé par Louis Marin et François de Wendel. Le morcellement de la Fédération à la Chambre s'est accentué après les élections législatives de 1932 quand la plupart des députés modérés quittent le groupe de l'URD présidé par Marin (102 membres en 1928). La FR revendique 76 élus à cette date mais 39 seulement adhèrent à son groupe, désormais appelé « de la Fédération républicaine » pour montrer la volonté d’une discipline de vote plus stricte. Les proches de Georges Pernot le rejoignent au groupe républicain et social tandis que d'autres, plus à droite, tel Xavier Vallat, siègent au groupe des indépendants au côté de monarchistes.

C'est pourquoi plusieurs personnalités ont relevé et moqué son manque d'autorité sur les élus du parti au Parlement à la fin des années 1920 et au début des années 1930, les contestations qu'il doit subir et aussi son positionnement excentré et isolé par rapport aux votes des parlementaires de la Fédération. Henry de Kérillis, qui entre en conflit avec lui, lui reprochant le manque de démocratie au sein du parti et le poids des parlementaires au détriment des militants, note ainsi en 1931 : 

« Louis Marin est un général qui prétend commander son armée en se plaçant en tirailleur à l'extrémité d'une des ailes, au lieu de se tenir au centre du corps de bataille. À la Chambre, il se trouve en désaccord avec l'immense majorité des députés de son groupe qui se séparent de lui dans la plupart des scrutins importants. Il lui est même arrivé d'être seul de son avis, rigoureusement seul. »

 « Vous aviez 110 hommes d'équipage. Ils ne sont plus autour de vous que quinze. Bientôt, vous serez le seul Marin à votre bord », ironise Bertrand de Jouvenel en 1929. Il fait effectivement partie des élus les plus intransigeants à la Chambre des députés au début des années 1930 ainsi qu'après la victoire du Front populaire. Les parlementaires de la FR sont surnommés les « maringouins ».
Dans l'entre-deux-guerres, surtout dans les années 1930, la Fédération républicaine qu'il dirige tant bien que mal noue des relations tactiques avec les ligues et partis d'extrême droite et sa ligne politique se rapproche des prises de position idéologiques de ces mouvements. Le parti est proche des Jeunesses patriotes, d'ailleurs dirigées par Pierre Taittinger, député de la FR même s'il est un temps éloigné du parti de Marin. La victoire du Front populaire en 1936 amène Louis Marin et la Fédération à s'associer, un temps, au Parti populaire français de Jacques Doriot au sein du Front de la liberté, proposé par Doriot en 1937.
En outre, Marin, qui est pourtant un républicain incontestable, a signé un appel contre l'emprisonnement de Charles Maurras, royaliste et chef de l'Action française, et a assisté à Paris en juillet 1937 à une réunion destinée à montrer l'hommage de la droite nationale à l'égard de Maurras, aux côtés de députés proches de l'extrême droite comme Pierre Taittinger, Xavier Vallat, vice-président de la Fédération républicaine, Frédéric-Dupont, Tixier-Vignancour, de Léon Daudet et d'autres maurrassiens et d'extrémistes comme le commandant Jean Renaud de l'ex-Solidarité française ou Louis Darquier de Pellepoix.
En revanche, Marin entre en conflit avec le Parti social français (PSF) à partir de 1937, évoquant à propos de ce parti héritier des Croix-de-feu dans l'organe de la Fédération républicaine, La Nation, une « blagologie électorale ». C'est que le PSF s'avère être un concurrent redoutable.
Louis Marin reste très attaché au régime parlementaire mais dans le même temps accepte la radicalisation du discours de son parti, de plus en plus antiparlementaire avec l'importance croissante prise par des hommes comme Xavier Vallat ou Philippe Henriot en son sein. En novembre 1938, il tente d'imposer un discours visant à renforcer les droits du Parlement et critiquant les tentations autoritaires.

#### En Lorraine
En Lorraine et notamment dans son propre département, des efforts sont entrepris pour consolider la Fédération républicaine, surtout à la demande d'Édouard de Warren, qui pousse Marin dès 1926 à organiser le parti dans ce département afin notamment de contrer l'essor du Parti démocrate populaire, mais les résultats sont très limités et Louis Marin ne semble pas être intéressé par la mise en place d'une organisation solide dans son propre département, préférant s'appuyer sur les réseaux d'influence mis en place depuis l'avant-guerre, sur les maires des communes rurales et les responsables d'associations agricoles.
Dans les autres départements lorrains, il existe l'Union républicaine lorraine en Moselle, en contact avec Marin à partir de la fin des années 1920, un semblant de fédération départementale dans les Vosges, initiée en 1927 par des industriels comme Georges Laederich et animée un temps par Louis Guillon puis par Henri Maire, rédacteur en chef jusqu'en 1936 du Télégramme des Vosges, et dans la Meuse, où elle tente de se former en 1929-1930 autour de l'industriel de Bar-le-Duc Rudolph Dyckhoff et du député de Verdun Victor Schleiter. Mais ces tentatives n'ont pas résisté aux crises qui ont secoué la Fédération de 1930 à 1932 et à la mort de Schleiter en décembre 1933.
En novembre 1932, un des animateurs de la FR de Meurthe-et-Moselle écrit à Edouard de Warren pour lui signaler qu'« il va falloir envisager la suppression du secrétariat de l'URD » car le secrétaire n'a pas été payé depuis le mois de septembre. Il commente alors : « Il est dommage de voir que nous allons encore une fois laisser tomber tout cela, alors qu'il y a tant de travail à faire ». Édouard de Warren se charge alors, une nouvelle fois, de convaincre Marin de la nécessité d'une organisation solide. Il lui écrit que « ce serait une faute trop grave de laisser tomber le groupe URD de Nancy » et qu'il faut que « François (de Wendel) fasse pour cela un petit effort, il te le doit, il le doit au département, il le doit à la maison Wendel ». La Fédération républicaine, en tout cas, reste une structure vide après 1932 en Meurthe-et-Moselle. Seule une grande réunion de propagande est organisée à Nancy en janvier 1933, présidée par Marin. Des initiatives ponctuelles et éphémères sont ensuite mises en place. À Nancy se constitue à la fin de l'année 1933 un Centre lorrain d'action politique et sociale. À Pont-à-Mousson se forme en 1934 un Centre national d'action sociale et politique, que Marin patronne. En 1935, la Fédération ne rassemblerait que 1 500 adhérents dans l'arrondissement de Nancy.
Comment expliquer ce manque d'organisation, sinon par la volonté de Marin de rester indépendant, comme en témoigne d'ailleurs ce commentaire d'un journaliste parisien qui cherche à le suivre pendant sa campagne électorale en 1932 : « Point de bureau, ni de journal en ville pour nous renseigner sur l'itinéraire du candidat. Louis Marin n'est pas accoutumé à dire ce qu'il fait ni où il va » ?
En octobre 1925, conseillé par son ami Édouard de Warren, il prend le contrôle politique du quotidien nancéien catholique et conservateur fondé en 1905 L'Éclair de l'Est grâce à l'appui financier de François de Wendel. Le quotidien est dirigé par Paul Sordoillet de 1907 à sa mort en 1934. Il est ensuite dirigé par Emile Meyer, qu'Edouard de Warren a fait venir d'Epinal en 1927 pour suppléer Sordoillet, dont l'inertie et l'autonomie gênaient les nouveaux dirigeants du journal, et qui est aussi l'animateur de la FR en Meurthe-et-Moselle depuis 1927. Le quotidien est diffusé en Meurthe-et-Moselle, en Meuse et dans les Vosges, sous le titre Le Télégramme des Vosges, repris en 1924. Le quotidien devient l'organe de la Fédération républicaine en Lorraine. Il met en avant Louis Marin, ses actes et ses discours. Ainsi, le 22 décembre 1930, le jubilé parlementaire de Louis Marin, fêté à Nancy, est la seule information de la « une ».
Des dissensions ont existé entre Louis Marin et François de Wendel à propos de la ligne politique du journal. François de Wendel a parfois critiqué l'intransigeance de Marin et lui a brutalement déclaré qu'« imprimant les journaux modérés de Nancy, du fait de la carence de la classe possédante en Lorraine », il était, lui, Wendel, « tenu responsable de leur attitude » et ne pouvait à la fois « prêcher l'union et mener la bataille dans ses journaux contre les gens avec lesquels il déclarait indispensable de faire l'union ». Il a en effet versé à la Presse de l'Est, entre octobre 1925 et mars 1928, un total de 490 000 francs. Ses versements se sont arrêtés au moment des législatives de 1928, comme il le rappelle à Edouard de Warren en 1930 : « L'Éclair de l'Est ayant pris une attitude que je désapprouvais et poussé les choses à ce point qu'après l'effort que je venais de faire, je n'étais même pas porté au mois d'avril 1928 parmi les candidats du journal ».
C'est surtout François de Wendel qui permet au quotidien, par ses subsides, de continuer à paraître dans les années 1930, dans la mesure où ce journal connaît des difficultés de trésorerie structurelles, aggravées par les difficultés de la crise économique des années 1930. Le groupe catholique de La Presse régionale et François de Wendel sont les deux principaux financiers du journal, ceux qui comblent les trous, notamment par des versements mensuels. En 1934, Jules Dassonville écrit ainsi à Louis Marin pour lui demander d'intercéder auprès de Wendel, devant les difficultés financières qui s'accumulent : « Vous aviez bien voulu me promettre de saisir vous-même notre ami Monsieur François, de la gravité de la situation ; je suis obligé de vous demander de bien vouloir le faire au plus tôt ».
Dans son département, Marin n'assiste pas aux réunions des Jeunesses patriotes, laissant cette tâche à son ami Édouard de Warren qui lui conseille dès 1926 de s'en rapprocher et aux principaux animateurs de la FR en Meurthe-et-Moselle. En 1927, il se contente d'une lettre lue par le dirigeant régional des JP, Jean L'Hotte, lors du congrès de la ligue à Nancy. Il y affirme son « affectueuse sympathie et admiration à l'égard de l'admirable phalange des Jeunesses patriotes ». Les JP de Lorraine se mettent en tout cas au service des élus républicains nationaux, sont présents aux réunions du parti et assurent le service d'ordre. En Meurthe-et-Moselle, il y a même une interpénétration assez poussée des deux groupements, notamment par le canal de L'Éclair de l'Est. Toutefois, Marin se fâche avec le dirigeant régional des JP, Jean L'Hotte. En 1936, pour les élections législatives, Marin patronne à Nancy un jeune candidat, élu, issu à la fois du monde catholique conservateur et des JP, François Valentin.
En Meurthe-et-Moselle, le député Désiré Ferry s'est éloigné de Marin, éloignement aggravé par des querelles à propos du secrétariat commun des trois députés de Nancy, Marin, Ferry et de Warren.
À partir de l'été 1936, les cadres de la Fédération militent tous au sein du Rassemblement national lorrain (RNL), qui collabore avec Marin et qui regroupe beaucoup d'anciens ligueurs. À Nancy, Louis Marin, Pierre Taittinger, Philippe Henriot et Jacques Doriot sont ensemble à la tribune lors du congrès du RNL, le 3 octobre 1937, dans le contexte du Front de la liberté voulu par Doriot.

### Ministre à plusieurs reprises
Louis Marin est une personnalité d'envergure après 1918. Avant cette date, il intervient peu dans les débats à la Chambre mais acquiert une réputation de travailleur acharné, étant l'auteur de nombreux rapports et de propositions de loi. En 1917, il devient rapporteur général du budget, et en 1923, il est vice-président de la Chambre des députés.
De mars à juin 1924, il est ministre des Régions libérées dans le troisième cabinet Poincaré et dans l’éphémère cabinet François-Marsal.
Il est ministre des Pensions dans le gouvernement d'Union nationale de Poincaré, où il représente l'Union républicaine démocratique, de juillet 1926 à novembre 1928.
Après les émeutes du 6 février 1934, il intègre comme ministre de la Santé publique du second gouvernement Doumergue. Ce gouvernement d'apaisement s'étend de la Fédération républicaine aux néosocialistes.
Après l'assassinat de Louis Barthou, il occupe le poste de ministre d'État dans le cabinet Flandin à la suite d'André Tardieu écarté, puis dans le cabinet Bouisson. Enfin, il est dans le quatrième gouvernement Laval l'un des trois ministres d'État, avec Herriot et Flandin, qui représentent les trois principales composantes de la droite et du centre majoritaires. De 1934 à 1936, il a donc figuré dans tous les gouvernements. Toutefois, il n'a occupé que des portefeuilles subalternes avant novembre 1934 ou sans grande influence ensuite à cause de son isolement au sein des cabinets.
Il fait partie du gouvernement de Paul Reynaud du 10 mai au 16 juin 1940.

### Refus de l'armistice et Résistance
Avec Georges Mandel, il s'oppose à l’idée d’armistice et préconise la guerre à outrance au sein du cabinet mené par Paul Reynaud. Il fait partie des 6 ministres qui, lors du dernier conseil des ministres du cabinet Reynaud le 15 juin 1940, souhaitent la poursuite des combats et refusent la proposition Chautemps de demander les conditions d'un armistice à l'Allemagne (les autres étant Delbos, Monnet, Rio, Rollin, Sérol, contre 13 ministres en faveur de la proposition Chautemps : Baudouin, Bouthillier, Chautemps, Chichery, Eynac, Frossard, Jules-Julien, Pernot, Pétain, Pomaret, Queuille, Thellier, Ybarnégaray).
Il quitte ses fonctions de ministre d’État le 16 juin, lorsque Pétain remplace Reynaud. Il conserve le silence lors des débats précédant le vote du 10 juillet, laissant les parlementaires de son parti voter en leur âme et conscience. Il vote la révision le 9 mais refuse de participer au vote le 10 juillet 1940, qui donne les pleins pouvoirs constituants au maréchal Pétain.
Ce simple refus de vote (il y eut 80 non, 7 refus de vote et 20 abstentions), alors qu'il avait défendu les droits du Parlement depuis sa première élection en 1905, lui seront reprochés après guerre par des élus de la Fédération, même si les critiques viendront plutôt des anciens « vichyssois ». Par son silence, a-t-il voulu s'épargner la honte d'un désaveu public, à l'instar de Léon Blum (qui lui a voté contre les pleins pouvoirs) ? Des élus éminents de la Fédération républicaine, comme Xavier Vallat, Philippe Henriot et Pierre Taittinger, militent en effet en faveur des pleins pouvoirs.
De même, certains lui reprocheront son opportunisme en notant qu'il n'aurait pas déconseillé à plusieurs élus de la Fédération de participer à des gouvernements de Vichy et qu'il aurait souligné qu'avec eux, « on aurait des observateurs dans la place ». Marin assurera le contraire après-guerre. Ainsi, en octobre 1945, il proteste contre la publication dans L'Eclair de l'Est d'une lettre de deux anciens députés de Meurthe-et-Moselle, dont François Valentin, ancien député FR de Nancy, dans laquelle ils évoquent leur acceptation de fonctions publiques durant le régime de Vichy « en plein accord soit dit en passant avec M. Louis Marin ». Il leur reproche de se complaire « dans cette erreur radicale et complète et qu'ils jugent utile de répandre ».
Il n'avait pas prévu de demeurer à Vichy, dans une chambre d'hôtel, mais il resta dans cette ville car les Allemands lui interdirent de revenir en zone occupée. Il vit à Vichy où « on faisait antichambre pour le voir, dans le modeste hôtel où il logeait, près de l'établissement de bains. Il recevait un « courrier énorme », note Pierre-Bloch en juin 1941.
Il fait partie des partisans de l'entente avec le Royaume-Uni face aux membres de la Fédération tentés par la Collaboration comme Philippe Henriot. Opposant au maréchal Pétain et au régime de Vichy dès 1940, il est bientôt résistant. Il est en relation avec des mouvements et réseaux de résistance, parvenant à fournir des informations aux Alliés. Il est notamment en relation avec Suzanne Bertillon. Marin maintient ses réseaux, dont il fait profiter l'ambassade des États-Unis qui le décorera après-guerre.

De Gaulle le considère en octobre 1942 comme ayant donné son adhésion à la France combattante. La Fédération républicaine entre au CNR, installé en février 1943 par le général de Gaulle, aux côtés des autres partis de la Troisième République, à l'exception du PSF. Jean Moulin, dans un rapport de juin 1943, décrit ainsi les discussions ayant précédé l'entrée de la FR au sein du CNR : 

« La représentation de la Fédération républicaine a été difficile à obtenir. Louis Marin est certes toujours bien disposé et il m’avait promis depuis plus d’un mois de venir lui-même ou de se faire représenter. Il m’avait indiqué M. 4 comme devant se substituer à lui le cas échéant. M. 4 (sic), que je n’ai pu toucher qu’in extremis car il se trouvait en Belgique, n’avait reçu aucun mandat de Louis Marin qu’il affirme n’avoir point revu depuis le 9 juin 1940. Il est d’ailleurs assez giraudiste. Jacquinot étant à Londres et (5) ex-député de (6) que j’ai pressenti m’ayant fait la même réponse que M. 4, j’ai obtenu la veille de la réunion que Debu-Bridel puisse représenter personnellement Louis Marin. »

Menacé d'arrestation, Marin quitte Vichy le 18 mars 1944, entre dans la clandestinité et réussit à gagner Londres avec l'aide des services britanniques. Il arrive dans la capitale du Royaume-Uni le 10 avril 1944. Il y reste plusieurs mois alors que le général de Gaulle souhaitait le voir venir à Alger. Le 25 mai 1944, il parle à la radio de Londres à l'instigation de Maurice Schumann lorsqu'une visite de Pétain est annoncée à Nancy. Grâce à des amis comme Jean Guiter, il revient en France et atterrit à Paris le 6 octobre 1944. Il gagne ensuite la Lorraine et Nancy.
Après la Libération, il reçoit la médaille de la Résistance en octobre 1945 et est fait chevalier de la Légion d'honneur à titre militaire en 1946, avec une citation élogieuse mettant en valeur ses actes de résistant. Cette attribution lui vaut aussi de recevoir la croix de guerre avec palme,. Son dossier de la Légion d'honneur indique qu'il a le grade de capitaine des FFI.

### Réélections après la guerre
Il aurait refusé la proposition du général de Gaulle d'entrer dans son gouvernement provisoire. Il tente de relancer l'action de la Fédération républicaine et fait reparaitre en 1945 son périodique, La Nation, qui devient brièvement un quotidien parisien et dans lequel il publie ses longs éditoriaux, mais son parti est victime du développement du Mouvement républicain populaire (MRP), de sa rupture avec les vichyssois et de l'apparition en décembre 1945 du Parti républicain de la liberté. La Fédération républicaine ne survit pas à la naissance de la IVe République en 1946.
Il intègre en février 1945 le comité directeur du Front national, fondé par les communistes, car il est alors attaché à l'union nationale puisque la guerre n'est pas encore terminée, et témoigne à charge au procès de Philippe Pétain, critiquant surtout l'armistice de 1940 et le rôle néfaste de Pétain et du général Weygand en juin 1940,.
De 1945 à 1951, il est membre des Assemblées consultative et constituante et de l’Assemblée nationale.
En Meurthe-et-Moselle, il est réélu conseiller général et président du conseil général en 1945, s'imposant face à Philippe Serre. Il doit affronter une nouvelle génération de républicains nationaux, menée par Pierre André, et perd le contrôle de L'Éclair de l'Est, ce qui ne l'empêche pas d'être réélu député lors de la première élection constituante du 21 octobre 1945. Il s'allie cependant avec Pierre André pour mener une liste aux deux élections de 1946, la deuxième élection constituante en juin et l'élection législative de novembre.
Il fait partie en mars 1948 à Paris des fondateurs du Comité d'action de la Résistance (CAR), dont il est l'un des vice-présidents. Le CAR rassemble d'anciens résistants non-communistes, défend la mémoire de la Résistance et mène un combat contre le renouveau de l'extrême droite pétainiste ou néo-nazie. Il est aussi président d'honneur du groupe des députés résistants, lié au CAR et constitué en 1950.
Il termine sa carrière politique nationale en 1951, à 80 ans, par une défaite électorale aux législatives, puis, en 1952, aux sénatoriales. Son échec aux élections législatives de 1951 s'explique par son âge, son isolement - il a rompu avec ses colistiers de 1946 et n'est pas parvenu à un accord avec le parti du général de Gaulle, le Rassemblement du peuple français (RPF) -, par une loi électorale qui permet des apparentements (le RPF a préféré l'apparentement avec la liste de Pierre André et Jean Crouzier), par son alliance étonnante avec des partis de la Troisième Force qu'il combattait auparavant : des candidats du MRP figurent sur sa liste et sa liste s'est apparentée à une liste Rassemblement des gauches républicaines et à une liste socialiste, menée par Pierre-Olivier Lapie, soit deux forces politiques opposées à ses prises de position favorables à la liberté de l'enseignement et aux catholiques. Après son échec aux législatives, il n'assiste pas à la séance du Conseil général qui suit les élections cantonales de 1951 et n'est pas réélu président. En 1952, il s'est présenté aux sénatoriales seul et au dernier moment, alors que les autres candidats se présentaient sur diverses listes. Il reste conseiller général jusqu'en 1955.
Il est promu officier de la Légion d'honneur en 1953 au titre du ministère de l'intérieur pour services exceptionnels.
Il meurt à Paris le 23 mai 1960, il est enterré à Bruyères (Vosges).

## Le savant

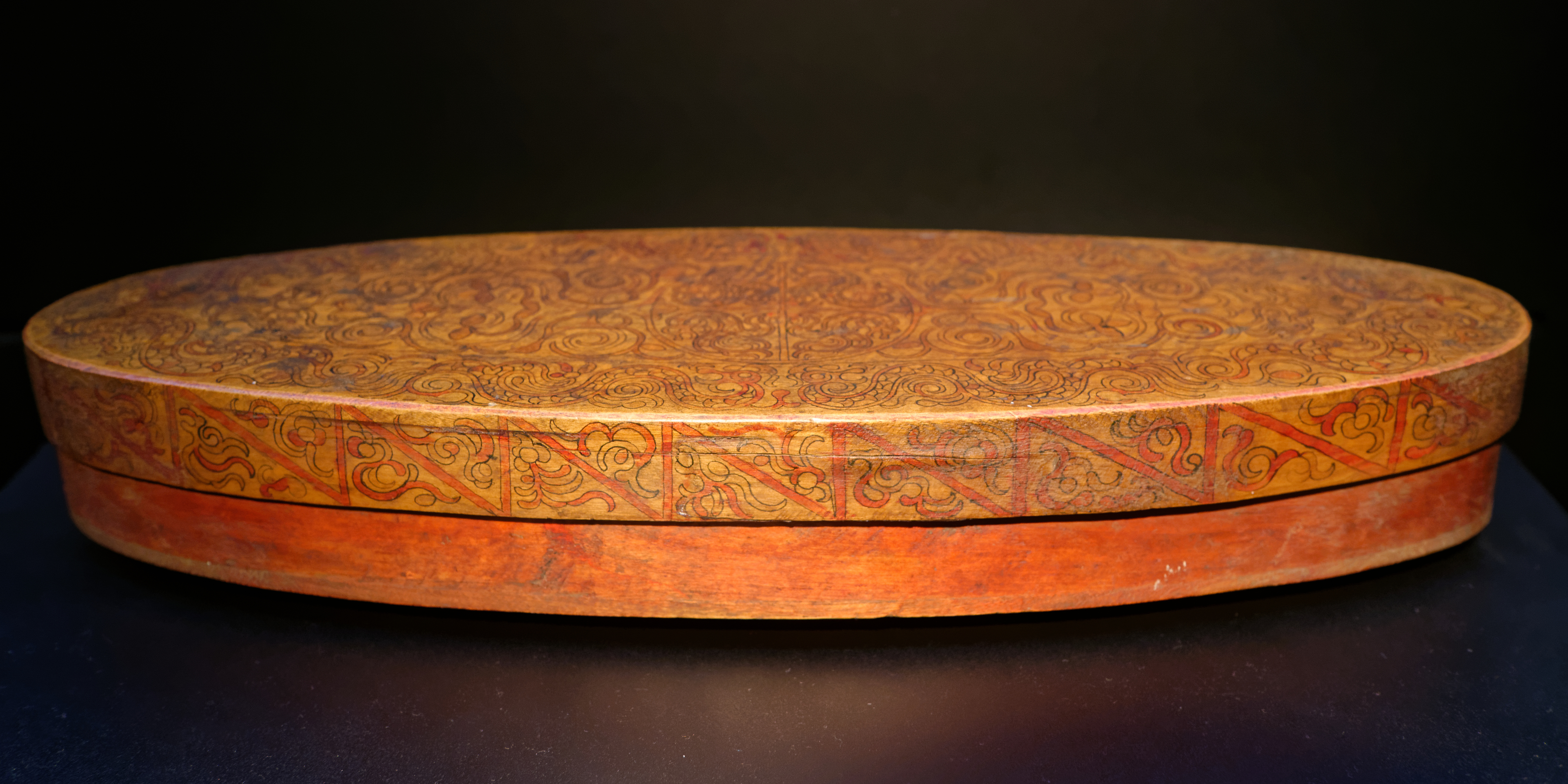
Boîte du peuple nanaï collectée par Louis Marin, aujourd'hui au musée du Quai Branly

Avant de se lancer en politique en 1905, Louis Marin a été un enseignant et un savant, s'intéressant à l'ethnographie et à l'anthropologie. Il l'est resté durant sa longue carrière politique. En 1895, il devient professeur et administrateur du Collège libre des sciences sociales. Il y donne des cours d'ethnographie de novembre 1895 à 1935. De 1895 à 1923, il est également directeur des cours pour le perfectionnement des instituteurs et des institutrices de la Seine.
Il est membre de la Société d'ethnographie, qu'il préside de 1920 à 1960, directeur de l'École d'anthropologie, à partir de 1923, et président de l'Institut international d'anthropologie, fondé en 1920 et issu de l'École d'anthropologie, symbolisant le pôle conservateur au sein des sciences sociales françaises à cette époque, ce qui le distingue d'un Paul Rivet,.
Il est aussi membre de la Société de géographie commerciale, qu'il préside de 1925 à 1960, de la Société de statistique de Paris, qu'il préside, de la Société française de pédagogie, de la Société des Amis du Muséum national d'histoire naturelle, de l'Académie des sciences coloniales, de sa fondation en 1922 à 1960. En 1937, il est à l'origine de la première fondation de la Société des océanistes, dont il est le premier président. Après la guerre, il continue de siéger à son conseil d'administration, bien qu'en retrait.
Le 27 novembre 1944, il est élu à l’Académie des sciences morales et politiques, une des cinq académies de l'Institut de France : il devient donc « membre de l'Institut ».

## Vie privée
Le 19 mars 1957 à Paris 5e, il épouse Fernande Marie Georgette Eugénie Hartmann.

## Décorations
- Chevalier de la Légion d'honneur (1946), au titre de la Résistance
- Officier de la Légion d'honneur (1953)
- Médaille de la Résistance française (1945)
- Croix de guerre 1939-1945 avec palme

## Style
Louis Marin est connu pour sa moustache à la gauloise et sa lavallière à pois blancs.

## Hommage toponymique
- Viaduc Louis-Marin à Nancy
- Collège Louis Marin à Custines
- Ecole élémentaire Louis Marin à La Ciotat en 1934
- Place Louis-Marin à Paris, baptisée en son hommage en 1967
- Square Louis Marin à Jarville-la-Malgrange